# Achour Fenni
 (décembre 2010).
Si vous disposez d'ouvrages ou d'articles de référence ou si vous connaissez des sites web de qualité traitant du thème abordé ici, merci de compléter l'article en donnant les références utiles à sa vérifiabilité et en les liant à la section « Notes et références ».
Achour Fenni (en arabe : عاشور فني), né le 2 décembre 1957 à Sétif,, est un poète, traducteur et universitaire algérien, ayant participé à plusieurs manifestations scientifiques, culturelles et littéraires en Algérie, aux pays du Maghreb, en Europe, en Amérique du Nord et en Amérique du Sud.

## Publications

### Poésie

#### Recueils de poèmes en langue arabe
- Haiku هنالك بين غيابين يحدث أن نلتقي، هايكو)
- Un printemps précoce (en arabe : الربيع الذي جاء قبل الأوان ) : 2004
- Un homme de poussière (en arabe : رجل من غبار) : 2003
- Fleur de tous les temps (en arabe : زهرة الدنيا ) : 1994
- Noces d'eau (en arabe : أعراس الماء)

#### Recueils de poème en langue française
- Noces d'eau (en français), collection La Motesta, Marseille, 2005
- Fleur de la vie, traduit de l’arabe par Abdcelem Ikhlef, 2002
- Un été entre les doigts (manuscrit)

#### Rencontres poétiques et littéraires
- Printemps des poètes, Transcript et le CCF d'Alger, mars 2008
- Poésiades d’Alger, 2006, 2005
- Nuit de la poésie arabe, Bibliothèque ationale d'Algérie, Alger, juin 2007
- Festival international de poésie, Medellin (Colombie), juin 2004
- Festival de la poésie arabe, Alger, décembre 2003
- Festival international de poésie de Trois-Rivières, Québec, octobre 2003
- Institut du monde arabe, Paris, juin 2003
- Festival des voix de la Méditerranée, Lodève (France), juillet 2002
- Festival de la poésie maghrébine, Mufdi Zakaria, Ghardaia, Algérie, 1996
- Festival de la poésie arabe, Rabat, Maroc, 1995
- Soirée poétique pour l’Algérie, Maison de la poésie, Tunis, 1994
- Rencontre des poètes de l’Algérie moderne, Palais de la culture, Oran, 1993

#### Ateliers d’écriture et de traduction
- Atelier de traduction, Transcript, CCF et le Cadmos, Alger, mars 2008
- Atelier de traduction de poésie (CIPM, CCF), Alger, février 2004
- Atelier de traduction de poésie, Centre international de poésie Marseille, novembre 2003
- Atelier littéraire à l’Institut des sciences de l'information et de la communication, Alger 1990-1992
- Jardin des créateurs, Page littéraire hebdomadaire au Journal Ech-Chaâb, 1991

#### Articles, études, ouvrages, anthologies sur le poète et sa poésie
- La poésie algérienne : anthologie pour jeunes, Éditions Mango, 2003
- Encyclopédie de la poésie algérienne, Dar-El-Hoda, 2002
- La nouvelle poésie en Algérie, A. Fidouh, université d'Oran (Algérie) et Doha (Qatar), 1999
- Anthologie des poètes arabes contemporains, S. El-Babtine, Koweit, 1998
- Les personnages dans Zahratou dounia, S. Boutadjine, Revue Amal, MCC Alger, 1996
- Pour une anthologie de la poésie moderne en Algérie, L. Waciny, Alger, 1991

### Publications scientifiques
- La planification au sein des entreprises médiatiques, Revue de l’Union des radiodiffusions des pays arabes ASBU, Tunis, 2007
- Les industries culturelles aux pays nord-africains, force d’avenir, Revue EIS, 2005
- Les industries culturelles : dimensions stratégiques, in Revue des sciences économiques et de gestion, n° 2,  Faculté des sciences économiques et de gestion, Université de Sétif, 2003
- Les industries culturelles et économie de la connaissance, in Revue des sciences économiques, commerciales et de gestion, n° 9, Faculté  des sciences économiques, commerciales et de gestion, Université d’Alger, 2003
- La presse écrite : quelle type d'activité économique ?, Al-Wassit, n° 1, Annales universitaires du département des sciences de l'information et de la communication, Faculté des sciences oolitiques et de l'information, Université d’Alger, 2003
- La presse écrite : quelles fonctions économiques, Al-Wassit, n° 3, Annales universitaires, 2003
- Les médias dans les plans de développement en Algérie, in Revue algérienne de la communication, n° 14, juillet-décembre 1996

### Contributions aux colloques et séminaires
- Économie de la presse écrite en Algérie entre professionnalisme et souci commercial, une journée d’études sur la presse écrite en Algérie, le 22 avril, 2010
- L'entreprise culturelle en Algérie, une communication à la Journée nationale de l'artiste, organisée par l'Établissement Arts et culture de la ville d’Alger, 9 juin 2004
- Droit des médias, Séminaire germano-algérien, Berlin, Hambourg, février 2004
- Droit économique de l'entreprise de presse en Algérie, une communication aux Journées d'études coorganisées par le ministère de la Communication et Médias-Marketing à Ghardaïa, Oran et Annaba, avril 2003
- Les enjeux économiques des médias audiovisuels dans le bassin méditerranéen, Colloque méditerranéen sur « Les médias vecteurs de paix », organisée par la COPEAM et l’Université d’Alger, 12 avril 2002
- Les facteurs socio-économiques de la consommation de la presse en Algérie, Séminaire sur « Les nouveaux défis de la presse algérienne », Alger, 3 mai 2000
- La presse en tant qu’activité économique, Séminaire sur « La liberté de la presse en Algérie », Alger, 3 mai 1998

### Traduction

#### Traduction scientifique et professionnelle
- Traducteur collaborateur au Centre national de l’enseignement professionnel à distance, CNEPD, Alger 1989-1996 : économie générale, fiscalité de l’entreprise, mathématiques financières, informatique de gestion
- Traducteur collaborateur au Centre européen des statistiques pour le développement à Rome (CESD), Rome
- Ayant traduit plusieurs travaux et rapports dont le Rapport de développement humain concernant l’Algérie pour le PNUD (2003, 2006) pour le MDDR  (2004), pour le BIT (2005) et pour le MDDR (2004-2006)

#### Traduction de recueils de poèmes
- Les âmes vacantes, A. Benhadouga, Alger, 2003
- Grappes nostalgiques, L. Fellous, Alger, 2003
- L’Ascension de l’hirondelle, Ahmed Abdelkarim, Alger, 2003
- Découvrir l’ordinaire, Amar Meriech, Alger, 2002
- Ce que voit le cœur nu, A.Yahyaoui, Alger, 2002
- Pluie de la tentation, Mechri Ben-Khalifa, Alger, 2002

#### Ateliers de traduction
- Atelier de traduction, Transcript, CCF et le Cadmos, Alger, mars 2008
- Atelier de traduction de poésie, (CIPM, CCF), Alger, février 2004
- Atelier de traduction de poésie, Centre International de Poésie, Marseille (CIPM), novembre 2003

## Diplômes obtenus
- Doctorat d'État en sciences économiques, option Théorie économique, sur « L'économie des médias audiovisuels en Algérie », Faculté des sciences économiques, Alger, juin 2009
- Magister en sciences économiques, option Théorie économique, Thème de la thèse soutenue (Économie de l’information en Algérie), Institut des sciences économiques (ISE), Université d’Alger, 1996
- Licence en sciences économiques, option Théorie économique, ISE, Université d’Alger, 1984
- Baccalauréat, série Lettres, Sétif, 1980

## Parcours professionnel
- Depuis octobre 1989 : Enseignant-chercheur à l’Institut des sciences de l’information et de la communication (ISIC), Université d’Alger ; occupe actuellement le poste de maître de conférence. Il assure des modules de l'économie de la connaissance et l'économie des médias.
- Poste de responsabilité occupé au sein de l’ISIC.
- 1998 : Chef de Département audiovisuel.
- Comité scientifique, équipes de recherche et jurys.
- Directeur de l’équipe de recherche sur « L'entreprise de presse en Algérie », 2003-2006.
- Membre de l’Equipe de Recherche sur L’Économie des Médias, 2000-2002.
- Membre des jurys de soutenances de thèses de magister.
- Membre du Comité scientifique du Département des Sciences de l’information et de la communication, septembre 1999.

## Autres expériences professionnelles
- Novembre 2003 - avril 2010 : Conseiller au ministère chargé de la famille et de la condition féminine

## Sources
- albabtainpoeticprize.org
- festivaldepoesiademedellin.org
- cipmarseille.com
- afenni.blogspot.com
- afenni.maktoobblog.com
- transcript-review.org